# Capitalism II (jogo eletrônico)
Trevor Chan's Capitalism II (chinês tradicional: 金融帝國II, chinês simplificado: 金融帝国II, pinyin: Jīn Róng Dì Guó II) é um jogo de computador de estratégia, sendo a sequência do jogo Capitalism. Foi desenvolvido pela Enlight, e lançada pela Ubisoft Entertainment em 2001.

O jogador cria e controla uma empresa de negócios. Esse jogo de estratégia profunda possui quase todos os aspectos de negócios que poderiam ser encontrados na vida real, incluindo marketing, produção, compra, importação e varejo. ele tem 2 campanhas principais (Capitalist Campaign e Entrepreneur Campaign) e o tutorial.
A gameplay é similar ao jogo original. Uma grande diferença do Capitalism 1 é que o jogo têm menos recursos agriculturais.
Capitalism 2 vai rodar nas versões mais novas de computadores, enquanto o seu antecessor não.
Uma nova versão expansão de Capitalism, chamada Capitalism Lab, foi lançada em 14 de Dezembro de 2012. Capitalism Lab possui muitas adições novas, melhorias e e um novo conceito de desafios.